# مسابقات باشگاهی خلیج پانزدهم
مسابقات باشگاهی خلیج پانزدهم پانزدهمین دوره مسابقات باشگاهی خلیج برای باشگاه‌های کشورهای شورای همکاری خلیج فارس بود که در سال ۱۹۹۸ برگزار شد. این مسابقات از ۵ فوریه آغاز شد و با دور نهایی در ۱۶ فوریه ۱۹۹۸ به پایان رسید و تمام مسابقات در عمان برگزار شد. الهلال برای دومین بار در تاریخ خود عنوان قهرمانی را کسب کرد.

## نتایج
| تیم         | ب | پ | ت | ب | گ‌ز | گ‌خ | ت‌گ | ام |
| ----------- | - | - | - | - | -- | -- | -- | -- |
| الهلال      | ۵ | ۳ | ۲ | ۰ | ۱۲ | ۶  | +۶ | ۱۱ |
| الرفاع شرقی | ۵ | ۲ | ۲ | ۱ | ۶  | ۷  | −۱ | ۸  |
| الوصل       | ۵ | ۱ | ۳ | ۱ | ۶  | ۶  | ۰  | ۶  |
| صور         | ۵ | ۱ | ۳ | ۱ | ۶  | ۶  | ۰  | ۶  |
| العربی      | ۵ | ۰ | ۳ | ۲ | ۵  | ۷  | −۲ | ۳  |
| العربی      | ۵ | ۰ | ۳ | ۲ | ۳  | ۶  | −۳ | ۳  |

### دور ۱
| ۵ فوریه ۱۹۹۸ | صور | ۲–۲ | العربی |  |

| ۶ فوریه ۱۹۹۸ | الهلال | ۱–۱ | الوصل |  |

| ۶ فوریه ۱۹۹۸ | الرفاع شرقی | ۱–۱ | العربی |  |

### دور ۲
| ۸ فوریه ۱۹۹۸ | صور | ۱–۰ | العربی |  |

| ۸ فوریه ۱۹۹۸ | الهلال | ۲–۱ | العربی |  |

| ۹ فوریه ۱۹۹۸ | الرفاع شرقی | ۲–۱ | الوصل |  |

### دور ۳
| ۱۰ فوریه ۱۹۹۸ | صور | ۲–۲ | الهلال |  |

| ۱۱ فوریه ۱۹۹۸ | العربی | ۱–۱ | الرفاع شرقی |  |

| ۱۱ فوریه ۱۹۹۸ | العربی | ۱–۱ | الوصل |  |

### دور ۴
| ۱۳ فوریه ۱۹۹۸ | العربی | ۰–۰ | العربی |  |

| ۱۳ فوریه ۱۹۹۸ | الهلال | ۴–۱ | الرفاع شرقی |  |

| ۱۴ فوریه ۱۹۹۸ | صور | ۱–۱ | الوصل |  |

### دور ۵
| ۱۵ فوریه ۱۹۹۸ | الهلال | ۳–۱ | العربی |  |

| ۱۶ فوریه ۱۹۹۸ | الوصل | ۲–۱ | العربی |  |

| ۱۶ فوریه ۱۹۹۸ | الرفاع شرقی | ۱–۰ | صور |  |

## قهرمان
| قهرمان مسابقات باشگاهی خلیج ۱۹۹۸ |
| -------------------------------- |
| عربستان سعودی                    |
| الهلال دومین عنوان               |